# Sayang (Cianjur)
Sayang is een bestuurslaag in het regentschap Cianjur van de provincie West-Java, Indonesië. Sayang telt 34.212 inwoners (volkstelling 2010).